# The Hype (David Bowie)
The Hype was een band die werd gevormd door de Britse zanger David Bowie in 1970. Oorspronkelijk was de naam van de band "Harry the Butcher" en vervolgens "David Bowie's Imagination". Uiteindelijk werd gekozen voor de naam "The Hype", wat volgens Bowie gekozen werd met een knipoog. De band wordt vaak gecrediteerd omdat zij hielpen met het vormen van de glamrock in het begin van de jaren '70.
Het eerste optreden van de band werd slecht ontvangen, waarbij zij werden uitgelachen en uitgejoeld toen zij het podium verlieten.
De band bestond uit:
- David Bowie, alias Space Star/Rainbowman: zang, 12-snarige gitaar
- Mick Ronson, alias Gangsterman: Gibson Les Paul
- Tony Visconti, alias Hypeman: basgitaar, achtergrondzang
- John Cambridge, alias Cowboyman: drums (tot april 1970)
- Mick "Woody" Woodmansey: drums (vanaf April 1970)
- Benny Marshall: mondharmonica, achtergrondzang (vanaf november 1970)

In februari 1970 had Bowie een permanente band nodig die hem zou ondersteunen bij de promotie van zijn nieuwe album David Bowie (ook Space Oddity genoemd). John Cambridge bleef aan, terwijl Tony Visconti de basgitaar op zich nam. Cambridge beval zijn vriend Mick Ronson aan als gitarist.
Op 5 februari 1970 maakte The Hype hun eerste verschijning op de radio tijdens The Sunday Show van John Peel. Zij speelden hierbij de nummers "The Width of a Circle", "Janine", "Wild Eyed Boy from Freecloud", "Unwashed and Somewhat Slightly Dazed", "Fill Your Heart", "I'm Waiting for the Man", "The Prettiest Star", "Cygnet Committee" en "Memory of a Free Festival". Later die maand tekende de band een platencontract bij Mercury Records.
De meeste muzikanten namen ook deel aan de opnamesessies van Bowie's volgende album The Man Who Sold the World, met uitzondering van Cambridge. Mick Ronson en Mick Woodmansey waren ook onderdeel van Bowie's volgende band The Spiders from Mars, met wie hij de albums The Rise and Fall of Ziggy Stardust and the Spiders from Mars en Aladdin Sane opnam. Ook het voorgaande album Hunky Dory werd opgenomen met alle leden van deze band, die naast Ronson en Woodmansey ook Trevor Bolder bevatte, maar op dit album had de band nog geen naam.